# Dinuba
Dinuba è una città degli Stati Uniti d'America situata nella Contea di Tulare, nello Stato della California.